# Cucumis quintanilhae
Cucumis quintanilhae là một loài thực vật có hoa trong họ Cucurbitaceae. Loài này được R.Fern. & A.Fern. mô tả khoa học đầu tiên năm 1963.